# Garm Rūd
Garm Rūd (persiska: گرم رود) är en ort i Iran.   Den ligger i provinsen Mazandaran, i den norra delen av landet, 180 km nordost om huvudstaden Teheran. Garm Rūd ligger 181 meter över havet och antalet invånare är 194.
Terrängen runt Garm Rūd är huvudsakligen kuperad. Garm Rūd ligger nere i en dal. Runt Garm Rūd är det ganska tätbefolkat, med 111 invånare per kvadratkilometer. Närmaste större samhälle är Sari, 16,1 km nordväst om Garm Rūd. I omgivningarna runt Garm Rūd växer i huvudsak blandskog.